# Новодеревенский
Новодеревенский — посёлок в Талицком городском округе Свердловской области, Россия.

## Географическое положение
Посёлок Новодеревенский муниципального образования «Талицкого городского округа» Свердловской области находится в 40 километрах (по автотрассе в 61 километрах) к юго-востоку от города Талица, на правом берегу реки Бутка (правый приток реки Беляковка, бассейн реки Пышма). В посёлке имеется Новодеревенский пруд.

## Население
| 2002 | 2010 |
| ---- | ---- |
| 0    | ↗2   |